# Dymnica drobnokwiatowa
Dymnica drobnokwiatowa (Fumaria vaillantii Loisel.) – gatunek rośliny należący do rodziny makowatych (Papaveraceae). Nazwa naukowa nadana została na cześć francuskiego botanika Sebastiana Vaillanta.

## Rozmieszczenie geograficzne
Dokładny zasięg rodzimego występowania dymnicy drobnokwiatowej nie jest znany. Obecnie na naturalnych siedliskach występuje w Afryce Północnej (Algieria, Libia, Maroko, Tunezja), na Wyspach Kanaryjskich, w Azji na obszarach o klimacie umiarkowanym (Kaukaz, Chiny, Kazachstan, Kirgistan, Tadżykistan,Turkmenistan, Uzbekistan,  Afganistan, Iran, Irak, Syria, Turcja) i tropikalnym (Indie, Nepal, Pakistan) oraz w całej niemal Europie. Powszechnie rozprzestrzenia się także poza wymienionymi obszarami występowania.
W Polsce jest antropofitem zadomowionym, we florze Polski ma status archeofita i jest rzadka. Podawano jej stanowiska głównie w południowo-wschodniej części kraju. Jest gatunkiem zagrożonym, ma status VU na liście zagrożonych archeofitów.

## Morfologia
ŁodygaWzniesiona lub podnosząca się, rozgałęziona, osiąga 10–50 cm wysokości.
LiścieJasnozielone, ogonkowe, potrójnie pierzastosieczne, ich końcowe listki są równowąskie.
KwiatyZebrane w luźne grono liczące zazwyczaj 6-12, rzadko do 15 kwiatów. Kwiaty grzbieciste bez ostrogi, wyrastające na ukośnie odstających szypułkach. Działki kielicha o długości 0,5-1 mm, co najmniej 5-krotnie krótsze od płatków korony. Płatki korony różowe z ciemnopurpurowymi szczytami, od długości 5-6 mm. Górny zewnętrzny płatek wycięty na szczycie.
OwoceZaokrąglony, wyrastający na szypułce o długości 1,5–2 mm, do dwóch razy dłuższej od przysadki. Powierzchnia drobniutko ziarenkowata. Tylko początkowo posiada na szczycie króciutki dzióbek.
Gatunki podobneNajbardziej podobna jest dymnica różowa (Fumaria schleicheri). Ma intensywniej wybarwione kwiaty i inaczej zbudowany górny płatek korony; jego blaszka jest tępo zakończona (bez wcięcia) i jest szersza od paznokietka. Owoc ma szczyt krótko i ostro zakończony, a przysadki są co najwyżej 2-4 razy krótsze od szypułki.

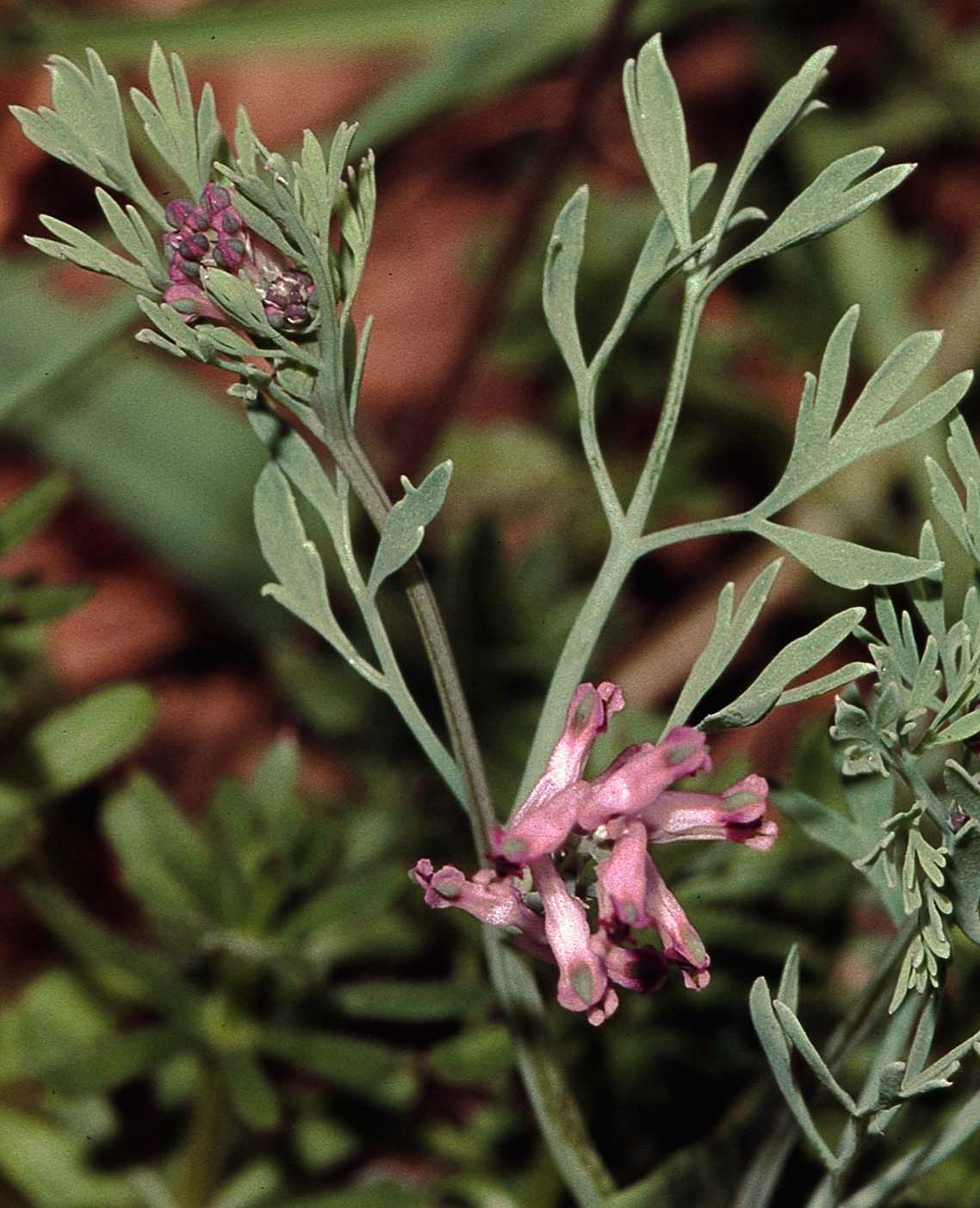
Pokrój
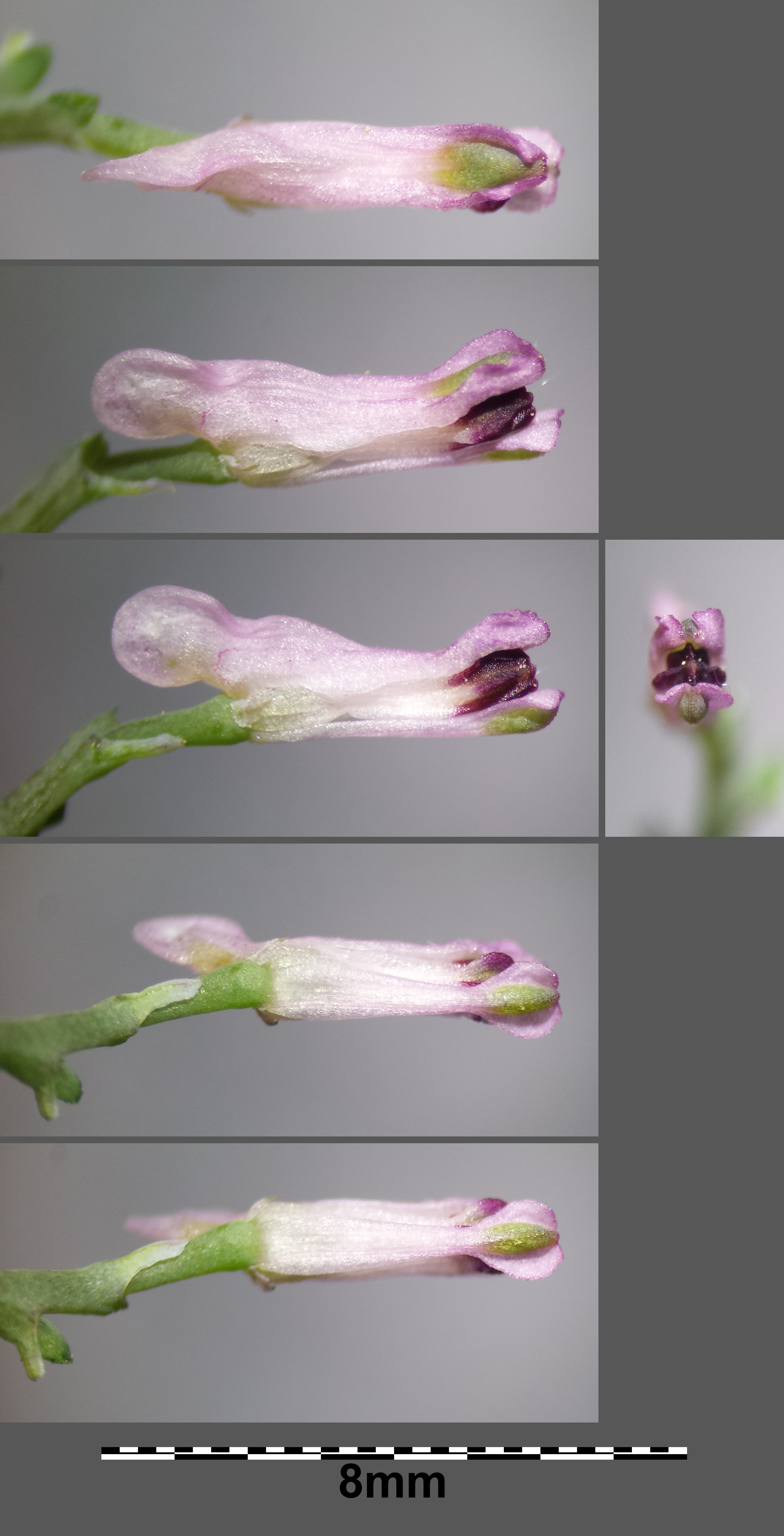
Kwiaty
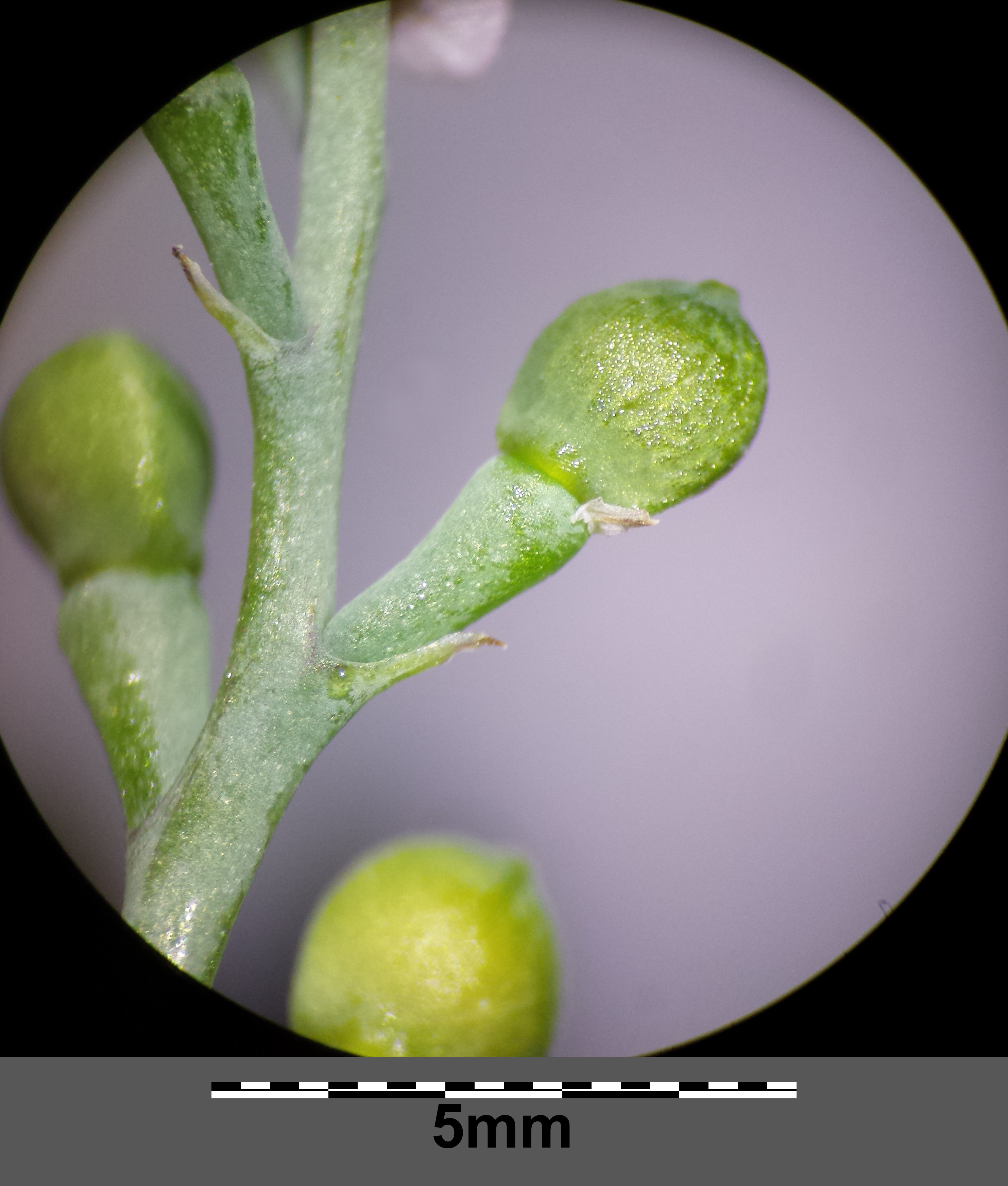
Owoc z szypułką i przysadką

## Biologia i ekologia
Roślina jednoroczna. Kwitnie od maja do października. Siedlisko: pola i siedliska ruderalne, takie, jak: gruzowiska, przydroża, torowiska i nasypy kolejowe, a także w ogrodach, parkach i nitrofilnych okrajkach. Roślina wapieniolubna, występuje na podłożu o dużej zawartości wapieni. Liczba chromosomów 2n = 32.

## Zagrożenia i ochrona
Gatunek umieszczony na polskiej czerwonej liście w kategorii VU (narażony).